# Водный тоннель Желивка
Желивка (чеш. Vodní tunel Želivka) — водный тоннель в Среднечешском крае Чехии.  Самый большой водный канал в стране. Его длина 51,97 км, введён в эксплуатацию в 1972 году. Начало берёт в восточной части страны и заканчивается в Праге. 
Максимальный расход воды составляет  6700 л/с. 

## История
Первый этап строительства начался из Желивки недалеко от Праги для доставки воды из очистных сооружений. Они были разделены на 5 участков.